# 黒須駅 (埼玉県豊岡町)
黒須駅（くろすえき）は、埼玉県入間郡豊岡町大字黒須（現・入間市鍵山）に1917年（大正6年）から1953年（昭和28年）まで存在した西武鉄道池袋線の貨物駅（廃駅）。現・入間市駅（当駅の営業当時は豊岡町駅） - 仏子駅間に位置した。

## 概要
側線が一本あるだけの簡素な駅であった。しかし、飯能方面に側線があったとも伝えられる。主な貨物は近くの入間川で採れた川砂利や、近隣の山林の杉材であった。
駅名は、駅所在地の大字名による。1889年の町村制施行による豊岡町成立以前は「黒須村」という村名であった。

### 廃駅後の状況
跡地は西武運輸入間営業所の敷地として転用され、おぼろげながらも当時の雰囲気を残していた。しかし営業所の廃止に伴い更地となり、往時の面影は失われている。

## 歴史
- 1917年（大正6年）12月12日[1] - 武蔵野鉄道の貨物駅として開業。
- 1945年（昭和20年）9月22日 - 武蔵野鉄道の合併・改称に伴い、西武農業鉄道の駅となる。
- 1946年（昭和21年）11月15日 - 西武農業鉄道の社名変更に伴い、西武鉄道の駅となる。
- 1953年（昭和28年）1月15日 - 廃止。

## 隣の駅
西武鉄道
■池袋線（1953年1月現在）
豊岡町駅 - 黒須駅 - 仏子駅